# 第九飫肥役
第九飫肥役（だいきゅうおびえき）とは、永禄11年（1568年）に日向国南部飫肥城を巡って伊東義祐と島津忠親、及び北郷時久との間で行われた合戦である。80年以上にわたって続いた伊東氏と島津氏による飫肥城をめぐる一連の攻防戦における事実上最後の戦い。

## 合戦の背景と概要
文明16年（1484年）、日向中北部を支配する伊東氏は飫肥の新納忠続と対立していた櫛間の島津久逸と結んで飫肥に出兵。翌文明17年（1485年）には16,000といわれる大軍を以て飫肥城を包囲した。ところがこの包囲の最中に伊東祐堯が陣没、続けて祐堯の子・伊東祐国までもが飫肥城の救援に来た島津軍との戦いで戦死したため伊東軍は撤退を余儀なくされ、伊東氏による飫肥攻略は失敗に終わることとなった（第一、第二飫肥役）。
天文5年（1536年）に伊東義祐が伊東家の当主となると、島津豊州家の島津忠広が伊東氏に反乱を起こした長倉祐省を支援したことや前述の祐国の遺恨などもあって、飫肥を領する豊州家と激しく衝突。
幾度となく飫肥城攻略を目指し、1562年に一度は攻略に成功するも半年程で奪還されるなど一進一退の攻防が続いていた（第三～八飫肥役）。
永禄11年（1568年）1月9日、九回目の戦いで城の攻略を目指す義祐は総勢2万と号する大軍を率いて佐土原城を出陣。
同11日に鬼ヶ城に諸軍を集結させ、13日に篠ヶ嶺に着陣した。義祐は伊東祐基を総大将とし伊東祐梁に3800を与えて新山に、落合兼置、木脇祐守に11000を与え小越の南に、長倉祐並、川崎主税助に3200を与え乱橛ヵ尾に布陣させ、更に2600を遊軍として太腹鳶嶺、新山小俵などに配置して飫肥城を包囲した。（また『日向纂記』では残った400を番兵として篠ヶ嶺に置いたとある）
一方、島津側でも北郷時久率いる6000あまりの軍勢が後詰として飫肥西方にある飫肥城支城の酒谷城に入っていた。

## 小越の戦い
伊東軍は1月21日に島津軍から攻撃を受けるも、飫肥城を包囲し昼夜問わず攻め立てた。
飫肥城内ではすでに兵糧が不足し始めていたため、酒谷城主柏原常陸守は北郷図書助らと評議し飫肥本城に援軍を送ることを決定。2月21日早朝、土持頼綱を大将として北郷軍6000に島津忠親軍7000を加えた13000が阿田越に集結し、更にこれを迎えるため飫肥城内の島津軍も大迫口に出陣した。
これに対して島津軍が小越西方の竹野に差し掛かったことを確認した伊東軍は、まず落合兼置、木脇祐守らが小越に向かうと伊東祐安、祐青らもこれに続き、鉄砲の音を合図として島津軍に向かって一斉に攻め掛かった。
島津軍も応戦するも徐々に小越の辺りで伊東軍が島津軍を包囲する形となり、伊東祐安、木脇祐守らが敵勢を手元に引き付け島津軍の隊伍を乱し攻め立てると、落合兼置、川崎主税助、山田宗昌らが次々と首級をあげ戦局は伊東軍に傾いていった。
さらに伊東軍の長倉伴八郎らが島津軍を横合から突撃し島津軍はたちまち壊滅状態に陥り酒谷方面へ敗北遁走し始めた。
伊東軍はなおもこれを追撃すると島津軍の将を次々と討ち取っていき、酒谷城近くまで攻め寄せたところで兵を引き上げた。

## 結果
この戦いで北郷島津両軍は伊東軍に対し、土持頼綱・北郷忠俊・本田親豊・柏原常陸守ら名だたる武将、城主65名とともに800人以上の将兵が討死し大敗した。これを受けて飫肥への援軍を断念することになった。
小越の戦いの後も飫肥城自体は落城していなかったため、伊東軍が細砂礫に陣を張ると庄内方面への通路も絶たれ飫肥城は完全な孤立状態となった。
更に5月には北郷時久の籠る酒谷城に伊東軍が攻め寄せこれを包囲したため、北郷軍による飫肥城への再度の救援も難しい状況となった。
兵糧の不足に苦しむ飫肥城内では食人以外には生き永らえる方法はないという程の有様であり、また島津忠親は病床であったためこれ以上の篭城は到底不可能であった。
島津側では島津以久が救援として酒谷城まで来ていたものの、小越の戦いでの島津軍の大敗・壊滅を聞いた島津宗家の島津貴久は義祐との和睦を決定。5月中旬北郷中徳を遣わし伊東方の米良重方と和議を結んだ。
この和議に基づき6月6日飫肥城と酒谷城が伊東方に明け渡され島津忠親及び島津豊州家は南日向から撤退。飫肥南郷方面は伊東領、櫛間方面は肝付領と定められた。これをもって伊東氏と島津氏による約80年間続いた飫肥城攻防戦は事実上終結し、島津豊州家の勢力を南日向から完全に駆逐することに成功した伊東義祐は、飫肥城に息子の伊東祐兵を置いてその支配を固め、櫛間方面を除く日向国那珂郡・宮崎郡のほぼ全域を勢力下に置くこととなった。

伊東氏はこの合戦の勝利により48外城体制（伊東四十八城）となったことで、日向・薩摩・大隅・肥後の諸勢力が誼を通じてくるなど最盛期を迎えた。しかし1572年の木崎原の戦い以降伊東氏は衰退し始め、対する島津氏は薩摩、大隅の統一を経て日向を侵略。飫肥城もわずか10年あまりで再び島津方の手に落ちる。1587年、豊臣秀吉の九州平定やそれまでの山田宗昌ら伊東家家臣団の抵抗により島津氏は日向国から放逐され、その九州平定における先導役を務め上げた功績により、義祐の三男である伊東祐兵が飫肥城主に返り咲くまでは、その間島津方による支配となってしまった。